# Kebyart
Kebyart (conocido también como Kebyart Ensemble) es un cuarteto de saxofones español con una acreditada trayectoria dentro del ámbito de la música de cámara.
Nacido en la Escuela Superior de Música de Cataluña (ESMUC) en 2014, durante los primeros años de vida la formación ya es reconocida en premios de prestigio como el Premio BBVA de Música de Cámara Montserrat Alavedra y el Premi El Primer Palau, ambos en 2016. Además, también han sido galardonados en los concursos de Juventudes Musicales de España (2015), el Orpheus Swiss Chamber Music Competition (2018) o el International Franz Cibulka Competition (2019), entre otros.
Su carrera despertó el interés de las principales salas de conciertos europeas y, en consecuencia, fueron distinguidos durante la temporada 2021-22 con el sello ECHO Rising Stars. Este reconocimiento supuso las actuaciones en salas como el Concertgebouw de Ámsterdam, la Elbphilharmonie de Hamburgo, el Musikverein de Viena, la Philharmonie de París, el Barbican, el Festspielhaus Baden-Baden... Además, han realizado giras por países de toda Europa y Asia, siendo programados a festivales y salas emblemáticas como la Konzerthaus de Berlín, Stadtcasino Basel, Schubertíada Vilabertran, el Palacio de la Música Catalana o el Auditorio de Barcelona, entre muchos otros.
Colaboran también con artistas como Nicolas Altstaedt, Xavier Sabata, Dénes Várjon, Albert Guinovart, Arnau Tordera o Andrea Motis, y han actuado de solistas con formaciones como la Orquesta de la Radio Televisión Española (ORTVE), GIO Symphonia o la Banda Municipal de Barcelona. Además, han encargado y estrenado música de compositores como Jörg Widmann, Joan Magrané, José Río-Pareja, Bernat Vivancos o Joan Pérez-Villegas, entre otros.
Su discografía incluye dos álbumes: Accents (2017), grabado con el sello catalán Columna Música, y Lectures différentes (2022), con la discográfica escocesa Linn Recuerdos y que incluye la primera grabación del cuarteto de saxos de Péter Eötvös.

## Composición
- Pere Méndez Marsal, saxo soprano
- Víctor Serra Noguera, saxo alto
- Robert Seara Mora, saxo tenor
- Daniel Miguel Guerrero, saxo barítono